# Großer Solstein
Großer Solstein – szczyt w paśmie Karwendel, w Alpach Wschodnich. Leży w Austrii, w kraju związkowym Tyrol, przy granicy z Niemcami. Wbrew swej nazwie, z dwójki szczytów: Großer Solstein i Kleiner Solstein szczyt ten jest niższy o blisko 100 m.
Pierwszego wejścia, w 1846 r., dokonał Carl von Sonklar.